# Soulatgé
Soulatgé är en kommun i departementet Aude i regionen Occitanien  i södra Frankrike. Kommunen ligger  i kantonen Mouthoumet som ligger i arrondissementet Carcassonne. År 2022 hade Soulatgé 130 invånare.

## Befolkningsutveckling
Antalet invånare i kommunen Soulatgé
Referens: INSEE